# Dolní Studénky
Dolní Studénky (en allemand : Schönbrunn) est une commune du district de Šumperk, dans la région d'Olomouc, en Tchéquie. Sa population s'élevait à 1 405 habitants en 2023.

## Géographie
Dolní Studénky est arrosée par la Desná, et se trouve à 3 km au sud de Šumperk, à 43 km au nord-ouest d'Olomouc, à 94 km à l'ouest-nord-ouest d'Ostrava et à 182 km à l'est de Prague.
La commune est limitée par la rivière Desná et la ville de Šumperk au nord, par Nový Malín à l'est, par Hrabišín et Dlouhomilov au sud, et par Sudkov à l'ouest.

## Histoire
La première mention écrite de la localité date de 1353.

## Galerie

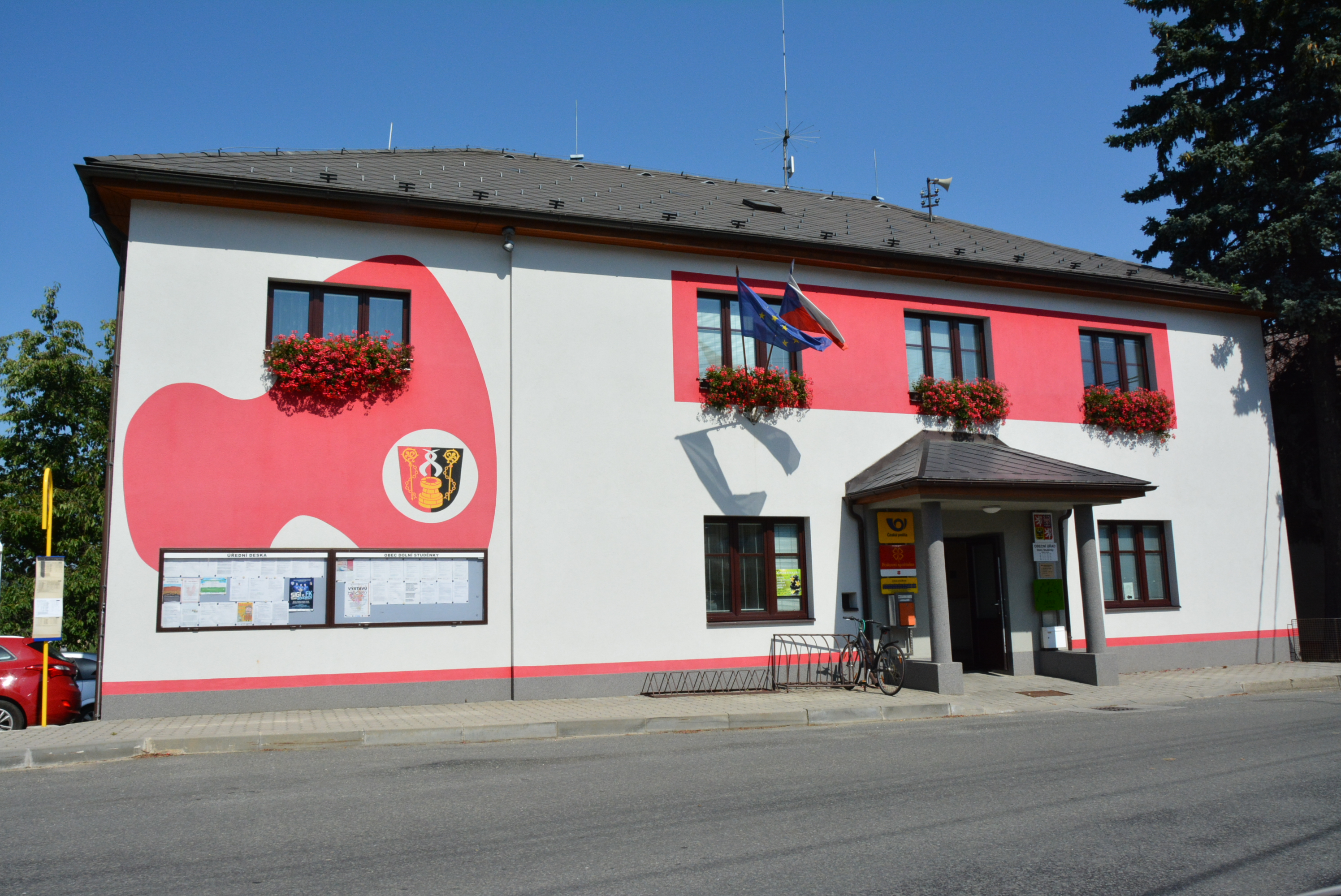
Dolní Studénky : la mairie.
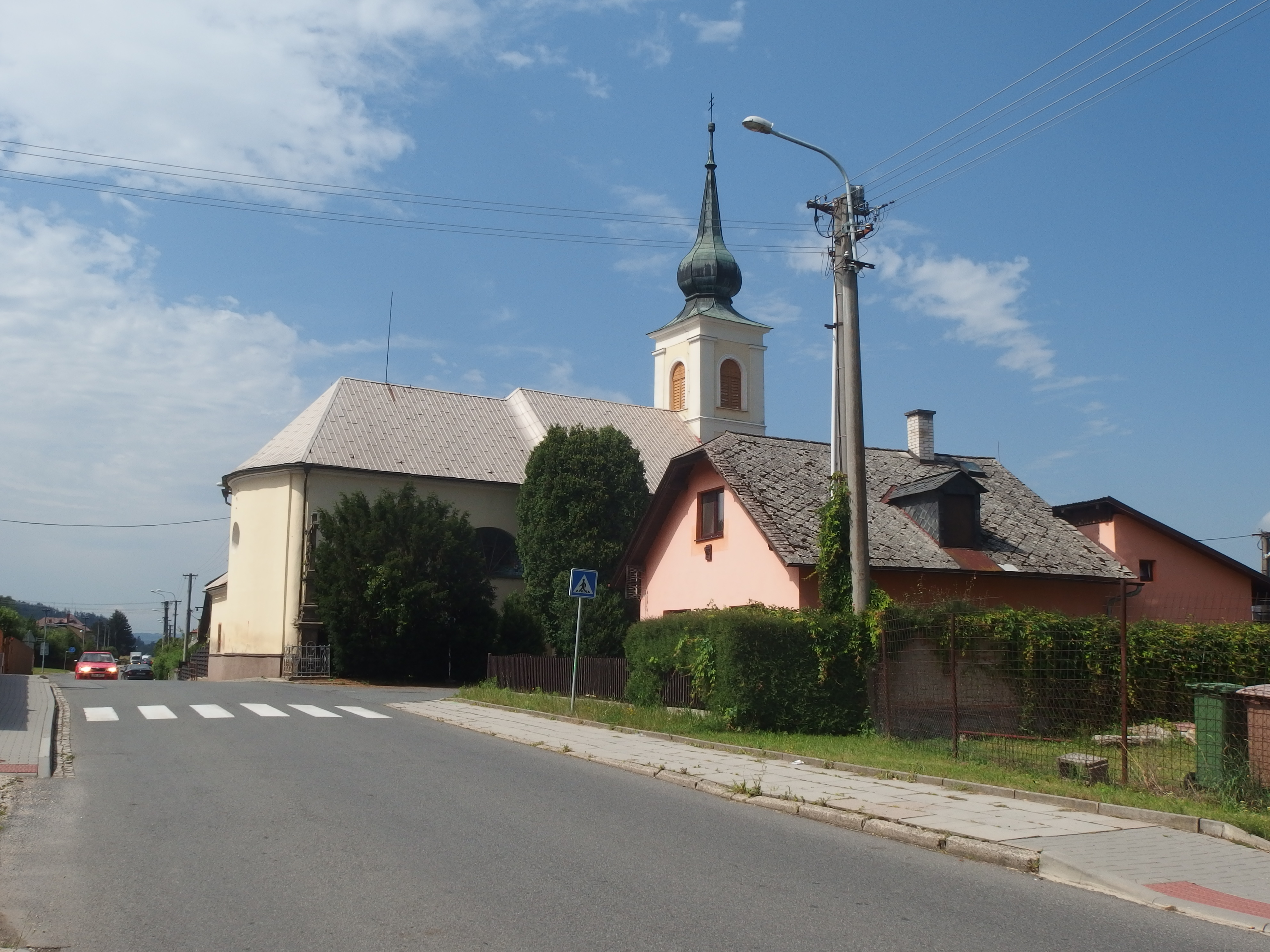
Église Saint-Léonard.

## Administration
La commune se compose de deux sections :
- Dolní Studénky
- Králec

## Transports
Par la route, Dolní Studénky se trouve à 4 km de Šumperk, à 55 km d'Olomouc et à 238 km de Prague.